# 초세파 일로일로바투 울루이부다

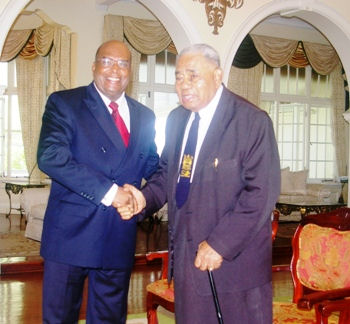
초세파 일로일로바투 울루이부다 (오른쪽)

라투 초세파 일로일로바투 울루이부다 (Ratu Josefa Iloilovatu Uluivuda, 1920년 12월 30일 ~ 2011년)는 피지의 정치인이다. 2000년 7월 13일부터 2006년 12월 5일, 2007년 1월 4일부터 2009년 7월 30일까지 총 두차례 피지의 대통령으로 재임했다.
| 카미세세 마라 | 제3대 대통령 2000년 7월 13일 ~ 2006년 12월 5일 | 프랭크 바이니마라마 |

| 프랭크 바이니마라마 | 제4대 대통령 2007년 1월 4일 ~ 2009년 7월 30일 | 에펠리 나일라티카우 |